# École Anatole-France (Hyères)
L'école Anatole France à Hyères, dans le département du Var, a été construite dans les années 1880, à la suite de la promulgation des lois Jules Ferry.

## Protection
Le bâtiment dans son ensemble a été inscrit au titre des monuments historiques le 28 octobre 2011.

## Historique
L'école Anatole-France a été bâtie sur les plans des architectes Charles Maurel et Édouard Angeli. Lesdits plans ont été approuvés en 1885 par le conseil municipal, et en 1886 par le ministre de l'Instruction publique.  
La construction dans son ensemble a été édifiée  par les entrepreneurs Alexandre Marquetti et Michel Olgiati en 1888-1889.

## Architecture
L'édifice se compose de corps de bâtiments et de pavillons qui abritent les locaux scolaires et administratifs ainsi que des logements. 
Le bâtiment central, qui est celui de l'école, est constitué d'un préau couvert et de deux ailes.
La façade extérieure sud est en pierre calcaire de taille, et les chapiteaux sont en grès rouge du massif des Maures.